# Демидыч
Деми́дыч — легендарный персонаж пермского фольклора, культурный герой, хранитель сокровищ Ермака.

## Происхождение легенды
В книге «Предания и легенды Урала» (Свердловск, 1991 г.) собрано большое количество устных повествований о зимовке Ермака Тимофеевича на территории Пермского края. По легендам, Ермак, возвращавшийся из Сибири, обосновался на какое-то время в бассейне реки Камы. Перед дальнейшим продвижением вглубь Московского царства войско Ермака большую часть сибирского золота и серебра спрятало в сооруженном погребе, который находится в горе Чалпан близ современного поселка Полазна. Чтобы не оставлять богатство без присмотра, Ермаком был выбран «хранитель» — местный житель Демидыч, который отличался богатырским здоровьем и честностью.

## Демидыч в фольклоре
Говоря о Демидыче, старожилы припоминают рассказы об оружии, найденном в округе детьми. Вероятно, клад так и не был обнаружен. По легенде его продолжает охранять Демидыч, который остался верен атаману даже спустя много веков. Искателей сокровищ Демыдыч старается отвести подальше от клада и опасных обрывов вдоль реки. Тем самым герой наделялся следующими качествами: сила тела и духа, ответственность, мужество и честность.

## Легенда о Демидыче в современности
В XX веке Демидыч стал популярным фольклорным героем в бассейне реки Полазна. Сегодня ему приписывают функцию защитника не только клада Ермака, но и тишины и спокойствия всей округи: посёлка Полазна, города Добрянка и деревни Демидково.
Описание внешности Демидыча, не сохранилось до наших дней, но в XXI веке его образ стал одним из самых любимых персонажей в народных промыслах Прикамья: стилизованные изображения коренастого бородатого мужика с искренними глазами можно встретить в произведениях кузнецов (которым, по одной из легенд, и был Демидыч) и профессиональных скульпторов.